# Церковь Николая Чудотворца (Амельфино)
Церковь Николая Чудотворца (Никольская церковь) — приходской храм Волоколамского благочиния Одинцовской епархии Русской православной церкви в селе Амельфино Волоколамского района Московской области.

## История
В середине XIX века отдалённость деревень Амельфино, Лысцово, Ситниково и Шишкино от приходской церкви послужило причиной решения жителей этих населённых пунктов о строительстве нового храма с образованием самостоятельного прихода. Намерения прихожан поддержал митрополит Московской и Коломенский Филарет (Дроздов), который обратился с ходатайством к Святейшему синоду. 18 июня 1857 года последовал синодский указ, разрешавший сооружение храма на средства прихожан. Крестьяне выделили для нового храма землю и обязались построить деревянные дома для причта. Строительство нового храма длилось по 1861 год, когда состоялось его освящение. Первым настоятелем храма был назначен выпускник Вифанской духовной семинарии Петр Вишняков.
Имя архитектора проекта Никольской церкви неизвестно. Здание храма — восьмерик на четверике, построено в русском стиле. В приходе амельфинской церкви Николая Чудотворца состояли выше указанные селения. Первоначально в ней имелся один придел — во имя Казанской иконы Божией Матери. Новый придел во имя Богоявления Господня был обустроен позже на средства ткацкого фабриканта из села Амельфино Дмитрия Андреева. Вокруг церкви образовалось приходское кладбище, в 1890—1891 годах вокруг храма была построена каменная ограда со Святыми вратами по проекту архитектора Сергея Бородина.
Пережившая революцию 1917 года церковь была закрыта в конце 1930-х годов. Вновь была открыта после распада СССР в 2004 году. Много лет находилась в состоянии восстановления. Настоятелем храма с 2009 по 2020 год являлся священник Алексий Кошелев. Нынешним настоятелем храма с 2020 года является священник Игорь Николаевич.
Церковь Николая Чудотворца имеет статус памятника архитектуры местного значения.